# 甄皇后 (遼朝)
甄皇后（905年—951年），辽世宗耶律阮皇后。
甄氏原来是后唐宫女，美貌出眾。耶律阮跟从辽太宗南征得到甄氏，非常宠信。天禄元年（947年），世宗即位后，立甄氏为皇后，甄氏生下兒子宁王耶律只没。史称甄氏严明端重，风神闲雅。治理宫廷有法度，不以私情干涉。又有振兴辽国的妙计，辽世宗却不采纳。天禄五年（951年）九月，耶律察割叛乱，弑杀辽世宗和甄皇后。她是辽国唯一不属萧氏（来自述律氏和拔里氏）的皇后。辽景宗即位后，把甄皇后和他母亲萧撒葛只都葬在医巫闾山，并在陵寝侧建庙祭祀。
《契丹国志》则记载甄氏为耶律阮所得时已四十一岁，生六子，长子明记就是景宗，其次为平王、荆王、吴王、宁王、河间王。与《辽史》记载景宗为萧撒葛只所生及平王、荆王、吴王为耶律阮弟矛盾。